# Günther Müller-Stöckheim
Günther Reinhold Müller-Stöckheim (* 17. Dezember 1913 in Klein-Stöckheim als Günther Müller; † 16. Juli 1943 im Westatlantik in der Sargassosee) war ein deutscher Marineoffizier der Reichs- und der Kriegsmarine, postum zum Korvettenkapitän befördert.

## Militärische Laufbahn
Günther Müller trat am 8. April 1934 (Crew 34) in die Reichsmarine ein und wurde dort bis zum 15. Juni zur infanteristischen Grundausbildung der 4. Kompanie der II. Schiffsstammabteilung der Ostsee in Stralsund zugewiesen. Es folgten mehrere Einsätze zur Bordausbildung und die Kommandierung zu Lehrgängen u. a. an die Marineschule Flensburg-Mürwik. Anfang September 1937 wurde er Leutnant zur See. Danach war Müller vom 5. September 1937 bis zum 28. April 1938 Artillerieoffizier auf der Schlesien, auf welcher er bereits mehrere Kommandierungen zur Bordausbildung absolviert hatte. Danach war er Gruppenoffizier an der Marineschule Mürwik bis zum 28. Februar 1940; dort wurde er am 1. April 1939 zum Oberleutnant zur See befördert. Ende April 1940 wechselte Müller zur U-Boot Waffe. Nach Abschluss diverser U-Lehrgänge wurde er Ende November 1940 I. Wachoffizier auf U 123 unter Karl-Heinz Moehle, mit dem er zu zwei Feindfahrten auslief. Auf den Boot blieb er bis Mitte Mai 1941.
Vom 9. Juni bis zum 2. Juli 1941 absolvierte Müller einen Kommandantenlehrgang, nach dessen Beendigung er zum 3. Juli Kommandant von U 67 wurde. Mit U 67 lief Müller zu acht Feindfahrten aus, in deren Verlauf er 13 Schiffe mit insgesamt 72.137 BRT versenkte und fünf Schiffe mit insgesamt 29.726 BRT beschädigte. Zum 1. September 1941 erfolgte seine Beförderung zum Kapitänleutnant.
Am 18. Februar 1942 erhielt er vom Minister des Inneren die Erlaubnis seinen Namen in Müller-Stöckheim zu ändern.
Auf seiner letzten Feindfahrt wurde U 67 am 16. Juli 1943 in der Sargassossee durch Wasserbomben einer TBF Avenger-Maschine der Squadron VC-13 des US-Geleitflugzeugträgers USS Core auf der Position 30° 5′ N, 44° 17′ W im Marine-Planquadrat DF 4737 versenkt. 48 Besatzungsmitglieder, darunter Müller-Stöckheim, kamen dabei ums Leben, drei konnten gerettet werden. Postum wurde er rückwirkend zum 1. Juli 1943 zum Korvettenkapitän befördert.

## Auszeichnungen
- U-Boot-Kriegsabzeichen (1939) am 4. Mai 1941
- Eisernes Kreuz (1939) II. und I. Klasse 1. März 1941 bzw. am 1. September 1941
- Ritterkreuz des Eisernen Kreuzes am 27. November 1942